# Open d'Indonésie (badminton)
Pour le tournoi de tennis, voir Tournoi de tennis d'Indonésie.
Pour l’article homonyme, voir Open d'Indonésie (taekwondo).
Ne doit pas être confondu avec Masters d'Indonésie.
L'Open d'Indonésie est un tournoi annuel international de badminton fondé en 1982 en Indonésie par la Fédération indonésienne de badminton (PBSI). Il se déroule depuis 2004 à Jakarta. C'est l'un des tournois professionnels les plus importants du calendrier de la BWF. À ce titre, il fait partie depuis 2007 des tournois classés BWF Super Series. Il est reclassé Super Series Premier en 2011 puis Super 1000 dans le nouveau circuit BWF World Tour en 2018.
L'édition 2020, initialement prévue du 16 au 21 juin, est annulée en raison de la pandémie de Covid-19. L'édition 2021 est, elle aussi, perturbée par la pandémie : elle est reportée à novembre et déplacée sur l'île de Bali pour toute la série de tournois indonésiens.

## Résultats
| Année                     | Lieu                                                | Simple hommes                                       | Simple dames                                        | Double hommes                                       | Double dames                                        | Double mixte                                             |
| ------------------------- | --------------------------------------------------- | --------------------------------------------------- | --------------------------------------------------- | --------------------------------------------------- | --------------------------------------------------- | -------------------------------------------------------- |
| 1982                      | Jakarta                                             | Icuk Sugiarto                                       | Verawaty Fajrin                                     | Rudy Heryanto Hariamanto Kartono                    | Gillian Gilks Gillian Clark                         | Martin Dew Gillian Gilks                                 |
| 1983                      | Jakarta                                             | Liem Swie King                                      | Ivana Lie                                           | Rudy Heryanto Hariamanto Kartono                    | Ruth Damayanti Maria Fransisca                      | Christian Hadinata Ivana Lie                             |
| 1984                      | Jakarta                                             | Lius Pongoh                                         | Li Lingwei                                          | Christian Hadinata Hadibowo                         | Nora Perry Jane Webster                             | Christian Hadinata Ivana Lie                             |
| 1985                      | Jakarta                                             | Han Jian                                            | Li Lingwei                                          | Liem Swie King Hariamanto Kartono                   | Han Aiping Li Lingwei                               | Martin Dew Gillian Gilks                                 |
| 1986                      | Jakarta                                             | Icuk Sugiarto                                       | Shi Wen                                             | Liem Swie King Hariamanto Kartono                   | Verawaty Fajrin Ivana Lie                           | Steen Fladberg Gillian Clark                             |
| 1987                      | Jakarta                                             | Yang Yang                                           | Li Lingwei                                          | Liem Swie King Eddy Hartono                         | Rosiana Tendean Ivana Lie                           | Jan Paulsen Gillian Gowers                               |
| 1988                      | Jakarta                                             | Icuk Sugiarto                                       | Li Lingwei                                          | Razif Sidek Jalani Sidek                            | Verawaty Fajrin Yanti Kusmiati                      | Eddy Hartono Erma Sulistianingsih                        |
| 1989                      | Pontianak                                           | Xiong Guobao                                        | Susi Susanti                                        | Rudy Gunawan Eddy Hartono                           | Rosiana Tendean Erma Sulistianingsih                | Eddy Hartono Verawaty Fajrin                             |
| 1990                      | Samarinda                                           | Ardy Wiranata                                       | Lee Young-Suk                                       | Razif Sidek Jalani Sidek                            | Chung Myeong-hee Hwang Hye-young                    | Rudy Gunawan Rosiana Tendean                             |
| 1991                      | Bandung                                             | Ardy Wiranata                                       | Susi Susanti                                        | Kim Moon-soo Park Joo-bong                          | Chung Myeong-hee Hwang Hye-young                    | Thomas Lund Pernille Dupont                              |
| 1992                      | Semarang                                            | Ardy Wiranata                                       | Ye Zhaoying                                         | Rudy Gunawan Eddy Hartono                           | Rosiana Tendean Erma Sulistianingsih                | Pär-Gunnar Jonsson Maria Bengtsson                       |
| 1993                      | Jakarta                                             | Alan Budikusuma                                     | Ye Zhaoying                                         | Ricky Subagja Rexy Mainaky                          | Lili Tampi Finarsih                                 | Rudy Gunawan Rosiana Tendean                             |
| 1994                      | Yogyakarta                                          | Ardy Wiranata                                       | Susi Susanti                                        | Ricky Subagja Rexy Mainaky                          | Lili Tampi Finarsih                                 | Jiang Xin Zhang Jin                                      |
| 1995                      | Jakarta                                             | Ardy Wiranata                                       | Susi Susanti                                        | Rudy Gunawan Bambang Suprianto                      | Ge Fei Gu Jun                                       | Tri Kusharjanto Minarti Timur                            |
| 1996                      | Jakarta                                             | Joko Suprianto                                      | Susi Susanti                                        | Denny Kantono Antonius Ariantho                     | Eliza Nathanael Zelin Resiana                       | Tri Kusharjanto Minarti Timur                            |
| 1997                      | Surakarta                                           | Ardy Wiranata                                       | Susi Susanti                                        | Candra Wijaya Sigit Budiarto                        | Eliza Nathanael Zelin Resiana                       | Tri Kusharjanto Minarti Timur                            |
| 1998                      | Jakarta                                             | Yong Hock Kin                                       | Mia Audina                                          | Ricky Subagja Rexy Mainaky                          | Eliza Nathanael Deyana Lomban                       | Tri Kusharjanto Minarti Timur                            |
| 1999                      | Denpasar                                            | Taufik Hidayat                                      | Lidya Djaelawijaya                                  | Ricky Subagja Rexy Mainaky                          | Helene Kirkegaard Rikke Olsen                       | Tri Kusharjanto Minarti Timur                            |
| 2000                      | Jakarta                                             | Taufik Hidayat                                      | Camilla Martin                                      | Candra Wijaya Sigit Budiarto                        | Joanne Goode Donna Kellogg                          | Simon Archer Joanne Goode                                |
| 2001                      | Jakarta                                             | Marleve Mainaky                                     | Ellen Angelina                                      | Candra Wijaya Sigit Budiarto                        | Deyana Lomban Vita Marissa                          | Tri Kusharjanto Emma Ermawati                            |
| 2002                      | Surabaya                                            | Taufik Hidayat                                      | Gong Ruina                                          | Lee Dong-soo Yoo Yong-sung                          | Gao Ling Huang Sui                                  | Bambang Suprianto Minarti Timur                          |
| 2003                      | Batam                                               | Taufik Hidayat                                      | Xie Xingfang                                        | Sang Yang Zheng Bo                                  | Gao Ling Huang Sui                                  | Kim Dong-moon Ra Kyung-min                               |
| 2004                      | Jakarta                                             | Taufik Hidayat                                      | Xie Xingfang                                        | Luluk Hadiyanto Alvent Yulianto                     | Yang Wei Zhang Jiewen                               | Zhang Jun Gao Ling                                       |
| 2005                      | Jakarta                                             | Lee Hyun-il                                         | Wang Chen                                           | Markis Kido Hendra Setiawan                         | Lee Hyo-jung Lee Kyung-won                          | Nova Widianto Liliyana Natsir                            |
| 2006                      | Jakarta                                             | Taufik Hidayat                                      | Zhu Lin                                             | Tony Gunawan Candra Wijaya                          | Wei Yili Zhang Yawen                                | Xie Zhongbo Zhang Yawen                                  |
| BWF Super Series          |                                                     |                                                     |                                                     |                                                     |                                                     |                                                          |
| 2007                      | Jakarta                                             | Lee Chong Wei                                       | Wang Chen                                           | Fu Haifeng Cai Yun                                  | Du Jing Yu Yang                                     | Zheng Bo Gao Ling                                        |
| 2008                      | Jakarta                                             | Sony Dwi Kuncoro                                    | Zhu Lin                                             | Mohd Zakry Abdul Latif Mohd Fairuzizuan Mohd Tazari | Vita Marissa Liliyana Natsir                        | Zheng Bo Gao Ling                                        |
| 2009                      | Jakarta                                             | Lee Chong Wei                                       | Saina Nehwal                                        | Jung Jae-sung Lee Yong-dae                          | Chin Eei Hui Wong Pei Tty                           | Zheng Bo Ma Jin                                          |
| 2010                      | Jakarta                                             | Lee Chong Wei                                       | Saina Nehwal                                        | Fang Chieh-min Lee Sheng-mu                         | Kim Min-jung Lee Hyo-jung                           | Robert Mateusiak Nadieżda Kostiuczyk                     |
| BWF Super Series Premier  |                                                     |                                                     |                                                     |                                                     |                                                     |                                                          |
| 2011                      | Jakarta                                             | Lee Chong Wei                                       | Wang Yihan                                          | Fu Haifeng Cai Yun                                  | Wang Xiaoli Yu Yang                                 | Zhang Nan Zhao Yunlei                                    |
| 2012                      | Jakarta                                             | Simon Santoso                                       | Saina Nehwal                                        | Jung Jae-sung Lee Yong-dae                          | Wang Xiaoli Yu Yang                                 | Sudket Prapakamol Saralee Thungthongkam                  |
| 2013                      | Jakarta                                             | Lee Chong Wei                                       | Li Xuerui                                           | Mohammad Ahsan Hendra Setiawan                      | Bao Yixin Cheng Shu                                 | Zhang Nan Zhao Yunlei                                    |
| 2014                      | Jakarta                                             | Jan Ø. Jørgensen                                    | Li Xuerui                                           | Lee Yong-dae Yoo Yeon-seong                         | Tian Qing Zhao Yunlei                               | Joachim Fischer Nielsen Christinna Pedersen              |
| 2015                      | Jakarta                                             | Kento Momota                                        | Ratchanok Intanon                                   | Ko Sung-hyun Shin Baek-choel (en)                   | Tang Jinhua Tian Qing                               | Xu Chen Ma Jin                                           |
| 2016                      | Jakarta                                             | Lee Chong Wei                                       | Tai Tzu-ying                                        | Lee Yong-dae Yoo Yeon-seong                         | Misaki Matsutomo Ayaka Takahashi                    | Xu Chen Ma Jin                                           |
| 2017                      | Jakarta                                             | Srikanth Kidambi                                    | Sayaka Sato                                         | Li Junhui Liu Yuchen                                | Chen Qingchen Jia Yifan                             | Tontowi Ahmad Liliyana Natsir                            |
| BWF World Tour Super 1000 |                                                     |                                                     |                                                     |                                                     |                                                     |                                                          |
| 2018                      | Jakarta                                             | Kento Momota                                        | Tai Tzu-ying                                        | Marcus Fernaldi Gideon Kevin Sanjaya Sukamuljo (en) | Yuki Fukushima Sayaka Hirota                        | Tontowi Ahmad Liliyana Natsir                            |
| 2019                      | Jakarta                                             | Chou Tien-chen                                      | Akane Yamaguchi                                     | Marcus Fernaldi Gideon Kevin Sanjaya Sukamuljo      | Yuki Fukushima Sayaka Hirota                        | Zheng Siwei Huang Yaqiong                                |
| 2020                      | Tournoi annulé en raison de la pandémie de Covid-19 | Tournoi annulé en raison de la pandémie de Covid-19 | Tournoi annulé en raison de la pandémie de Covid-19 | Tournoi annulé en raison de la pandémie de Covid-19 | Tournoi annulé en raison de la pandémie de Covid-19 | Tournoi annulé en raison de la pandémie de Covid-19      |
| 2021                      | Nusa Dua, Bali                                      | Viktor Axelsen                                      | An Se-young                                         | Marcus Fernaldi Gideon Kevin Sanjaya Sukamuljo (en) | Nami Matsuyama Chiharu Shida                        | Dechapol Puavaranukroh (en) Sapsiree Taerattanachai (en) |
| 2022                      | Jakarta                                             | Viktor Axelsen                                      | Tai Tzu-ying                                        | Liu Yuchen Ou Xuanyi                                | Nami Matsuyama Chiharu Shida                        | Zheng Siwei Huang Yaqiong                                |
| 2023                      | Jakarta                                             | Viktor Axelsen                                      | Chen Yufei                                          | Satwiksairaj Rankireddy (en) Chirag Shetty (en)     | Baek Ha-na Lee So-hee (en)                          | Zheng Siwei Huang Yaqiong                                |
| 2024                      | Jakarta                                             | Shi Yuqi                                            | Chen Yufei                                          | Liang Weikeng Wang Chang                            | Baek Ha-na Lee So-hee                               | Jiang Zhenbang (en) Wei Yaxin (en)                       |
| 2025                      | Jakarta                                             | Anders Antonsen                                     | An Se-young                                         | Kim Won-ho Seo Seung-jae                            | Liu Shengshu Tan Ning                               | Thom Gicquel Delphine Delrue                             |

## Résultats par nation
Mis à jour après l'édition 2025
|       | Pays           | Simple hommes | Simple dames | Double hommes | Double dames | Double mixte | Total |
| ----- | -------------- | ------------- | ------------ | ------------- | ------------ | ------------ | ----- |
| 1     | Indonésie      | 22            | 10           | 23,5          | 13           | 16           | 84,5  |
| 2     | Chine          | 4             | 18           | 9             | 14           | 14           | 56    |
| 3     | Corée du Sud   | 1             | 3            | 8             | 6            | 1            | 19    |
| 4     | Malaisie       | 7             |              | 3             | 1            |              | 11    |
| 5     | Danemark       | 5             | 1            |               | 1            | 3            | 10    |
| 6     | Japon          | 2             | 2            |               | 5            |              | 9     |
| 7     | Angleterre     |               |              |               | 3            | 4            | 7     |
| 8     | Taipei chinois | 1             | 3            | 1             |              |              | 5     |
| 8     | Inde           | 1             | 3            | 1             |              |              | 5     |
| 10    | Thaïlande      |               | 1            |               |              | 2            | 3     |
| 11    | Hong Kong      |               | 2            |               |              |              | 2     |
| 12    | France         |               |              |               |              | 1            | 1     |
| 12    | Pologne        |               |              |               |              | 1            | 1     |
| 12    | Suède          |               |              |               |              | 1            | 1     |
| 14    | États-Unis     |               |              | 0,5           |              |              | 0,5   |
| Total | Total          | 43            | 43           | 43            | 43           | 43           | 215   |